# Ennemis intimes (film, 1999)
Pour les articles homonymes, voir Ennemi intime.
Pour plus de détails, voir Fiche technique et Distribution.
Ennemis intimes (allemand : Mein liebster Feind, litt. « Mon meilleur ennemi ») est un documentaire allemand écrit et réalisé par Werner Herzog, sorti en 1999. Il décrit le comportement de l’acteur Klaus Kinski pendant le tournage de ses cinq films sous la direction de Werner Herzog.

## Synopsis
Le documentaire s’ouvre sur une performance de Jesus Christus Erlöser (Jésus Christ Rédempteur), un one-man show de Klaus Kinski enregistré en 1971. Celui-ci y incarne le rôle de Jésus et harangue le public. Au cours du spectacle, il échange des injures et se bat pour le contrôle du microphone. C’est le point de départ de la relation professionnelle entre Werner Herzog et l’acteur : en 1972, Herzog a 28 ans et Kinski 46 ans. Ils vont tourner cinq films ensemble : Aguirre, la colère de Dieu (1972), Nosferatu, fantôme de la nuit (1978), Woyzeck (1979), Fitzcarraldo (1982) et Cobra Verde (1987). Kinski meurt en 1991. Le documentaire est une description posthume de la personnalité de Klaus Kinski du point de vue du réalisateur.
Au cours du documentaire, Herzog se rend dans plusieurs pays. Il montre une colocation à Munich où, adolescent, il a brièvement vécu avec Klaus Kinski. Au Pérou, il revisite les lieux de tournage d’Aguirre et de Fitzcarraldo : la forêt de la région Ucayali, Machu Picchu et la vallée de l'Urubamba. En Tchéquie, il retourne à Telč où il a filmé Woyzeck.
Werner Herzog alterne les images d’archives et les témoignages contemporains. Il utilise des images tirées de ses cinq films réalisés avec Kinski ainsi qu’une scène coupée de Fitzcarraldo tournée avec Jason Robards et Mick Jagger. Il utilise aussi des images du documentaire Burden of Dreams de Les Blank (1982), consacré au tournage de Fitzcarraldo, des images du film Des enfants, des mères et un général de László Benedek (1955), où Kinski a un second rôle de lieutenant intransigeant qui fait exécuter un déserteur, ainsi que des images d’archives du festival du film de Telluride datant du début des années 1980.
Au cours du documentaire, Herzog se remémore le comportement erratique et les violences de son ennemi intime. Herzog décrit aussi ses propres réactions violentes et leurs luttes de pouvoir. Ainsi, à la fin du tournage d’Aguirre, il aurait menacé de tirer au fusil sur Klaus Kinski pour l’obliger à terminer le film.
Dans la seconde partie du documentaire, Herzog s’efforce de présenter une autre facette de Klaus Kinski. Il exprime son respect pour le talent de l’acteur, le dévouement artistique de celui-ci ainsi que ses moments d’intuition. Il donne aussi la parole à deux actrices ayant tourné avec lui : Eva Mattes (sa partenaire dans Woyzeck) et Claudia Cardinale (pendant le tournage de Fitzcarraldo). Toutes deux suggèrent que l’acteur était capable de plus de retenue. Herzog rencontre également Beat Presser, un photographe qui a réalisé des portraits d’Herzog et de Kinski (notamment la photo utilisée sur l’affiche promotionnelle du documentaire où Kinski menace de trancher la gorge à Herzog pendant le tournage de Cobra Verde).
Le film s’achève sur des scènes de détente tournées au Pérou. Un Kinski souriant s’y met en scène en jouant avec des membres de l’équipe de Fitzcarraldo ainsi qu’avec un papillon voletant autour de lui.

## Fiche technique
- Titre : Ennemis intimes
- Titre original : Mein liebster Feind
- Réalisation : Werner Herzog
- Scénario : Werner Herzog
- Production : Lucki Stipetic et Sabine Rollberg (non créditée)
- Photographie : Peter Zeitlinger
  - Images additionnelles : Les Blank
- Montage : Joe Bini
- Musique : Popol Vuh
- Sociétés de distribution : Zephir Film et Pandora Film ( Allemagne), Eurozoom ( France)
- Genre : documentaire, biographie
- Pays d'origine :  Allemagne,  Royaume-Uni,  États-Unis
- Langues : allemand, anglais, espagnol
- Format : couleurs, noir et blanc (archives) - 1,66:1 - Dolby - 35 mm
- Durée : 95 minutes
- Dates de sortie :
  - France : 17 mai 1999 (Festival de Cannes) ; 17 novembre 1999 (sortie nationale)
  - Allemagne : 7 octobre 1999
  - États-Unis : 3 novembre 1999

## Distribution
- Werner Herzog : rôle principal / narrateur
- Klaus Kinski : images d’archives
- Isabelle Adjani : Lucy Harker, extraits de Nosferatu, fantôme de la nuit
- Claudia Cardinale : elle-même / Molly sur le tournage de Fitzcarraldo
- Justo González : lui-même /  un soldat de l’armée sur le tournage d’Aguirre
- Mick Jagger : Wilbur, l’assistant de Carlos Fitzcarrald. Scène coupées.
- Eva Mattes : elle-même / Marie, la maîtresse de Kinski dans Woyzeck
- Thomas Mauch : directeur de la photographie sur le tournage d’Aguirre et de Fitzcarraldo
- Beat Presser : un photographe de presse ayant travaillé avec Kinski et Herzog
- Jason Robards : Carlos Fitzcarrald remplacé par Kinski à la suite d’une dysenterie
- Walter Saxer : directeur de production sur le tournage de Fitzcarraldo
- Maximilian Schell : un déserteur exécuté par le personnage de Kinski dans Des enfants, des mères et un général

## Accueil
Le documentaire a reçu un accueil critique positif, recueillant 77 % de critiques positives sur le site Rotten Tomatoes. Sur Metacritic, il obtient un score de 70/100.
En France, le site Allociné, lui accorde une note de 4/5, tandis que Télérama lui accorde un double T (« On aime beaucoup »).

## Question de l’authenticité des relations entre Kinski et Herzog
Le visionnage du documentaire ne permet pas totalement d’apprécier l’authenticité des relations entre l’acteur et le réalisateur. Les évènements évoqués sont réels. Mais leur interprétation est subjective et susceptible d’interprétations contradictoires,.
Par exemple, Werner Herzog cite l’autobiographie de Klaus Kinski, et s’attarde sur le portrait critique que Kinski fait de lui. Mais il affirme l’avoir encouragé à écrire et lui avoir suggéré des insultes.
De même, au cours des images d’archives du festival du film de Telluride, Kinski et Herzog affichent une complicité certaine : ils s’embrassent et se font des compliments. Mais lorsque Kinski tente de suggérer une blague à l’intention des journalistes, Herzog refuse de se soumettre et de jouer le jeu.

## Spirale de Kinski
Au cours de sa discussion avec Beat Presser, Herzog décrit la technique d’entrée en scène de Klaus Kinski. Plutôt que d’entrer directement dans le champ, il préfère positionner son corps à proximité de la caméra et se dévoiler progressivement à l’image en pivotant autour de celle-ci. Dans son autobiographie, Herzog décrit cette technique et la nomme Spirale de Kinski.

## Distinctions
- Festival international du film de São Paulo
  - 1999 : Prix du public[11].
- Prix du cinéma européen
  - 1999 : Nomination dans la catégorie Meilleur documentaire[12].